# Острів Кверіні
О́стрів Квері́ні (рос. Остров Кверини) — острів в Північному Льодовитому океані, у складі архіпелагу Земля Франца-Йосифа. Адміністративно відноситься до Приморського району Архангельської області Росії.

## Географія
Острів знаходиться в північній частині архіпелагу, входить до складу Землі Зичі. Розташований в бухті Каньї на південному заході острова Джексона.
Острів не вкритий льодом, більшу його частину займає скеля висотою 125 м, уздовж узбережжя знаходяться кам'янисті розсипи.

## Історія
Острів названий на честь італійського дослідника Франческо Кверіні, який загинув під час експедиції 1909 року.